# 富邦美術館
富邦美術館，是位於臺北市信義區的私營美術館，由富邦金控董事長蔡明興夫人、富邦藝術基金會執行長翁美慧於2015年規劃建立，館址設於富邦信義A25總部大樓下方。

## 概要

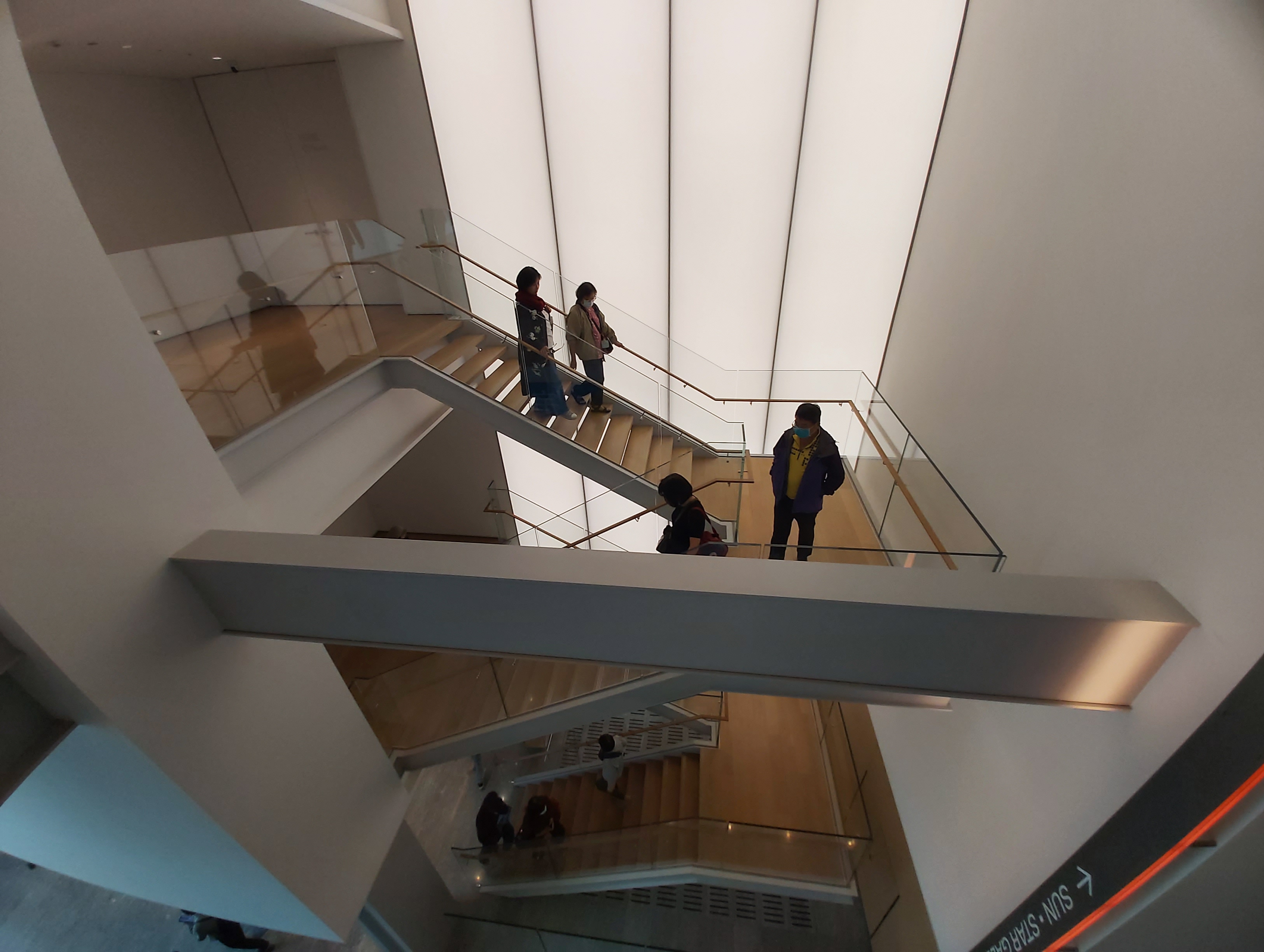
室內

全館佔地3,000坪、樓高五層，為無間隔的挑高開放空間，包含「水景展廳」、「日光展廳」與「星光展廳」等三個展覽室，其中位於一樓的「水景展廳」採玻璃帷幕設計、三樓「日光展廳」和「星光展廳」採天窗設計，運用自然原理將陽光折射至室內，並採用過濾紫外線與全遮光等不同捲簾配置以協調館內光線，館內附設提供舉辦小型講座、兒童工作坊及多媒體展覽空間的「園景工坊」以及美術館商店「大光創所」。館區邀請藝術家喬姆·普蘭薩、新宮晉打造裝置藝術作品。

## 歷史
2015年，富邦美術館由富邦藝術基金會與倫佐·皮亞諾建築工作室、姚仁喜大元建築工廠合作設計並共同監造、規劃興建，該案為倫佐·皮亞諾建築工作室在臺灣的首件作品。2024年5月4日開館營運，由富邦藝術基金會執行長翁美慧出任館長。開幕首展與洛杉磯郡立美術館合作，推出奧古斯特·羅丹「真實本質：羅丹與印象派時代」特展以及富邦藝術基金會典藏的常玉、朱沅芷作品。同年8月與荷蘭庫勒穆勒美術館合作推出「梵谷：尋光之路」特展至該年11月。
富邦美術館開館時票價為1,200新台幣，引發諸多討論。臺灣《典藏雜誌社》社長與藝術家簡秀枝批評這樣的開價，超乎一般人的娛樂開銷；國立台北藝術大學美術系名譽教授曲德義則認為富邦美術館門票的開價頗為罕見。富邦美術館則回應其門票收取多個展覽費用，而且這兩個展覽投入相當人力、物力與金錢，因此反應藝術的真實價值。

## 畫廊

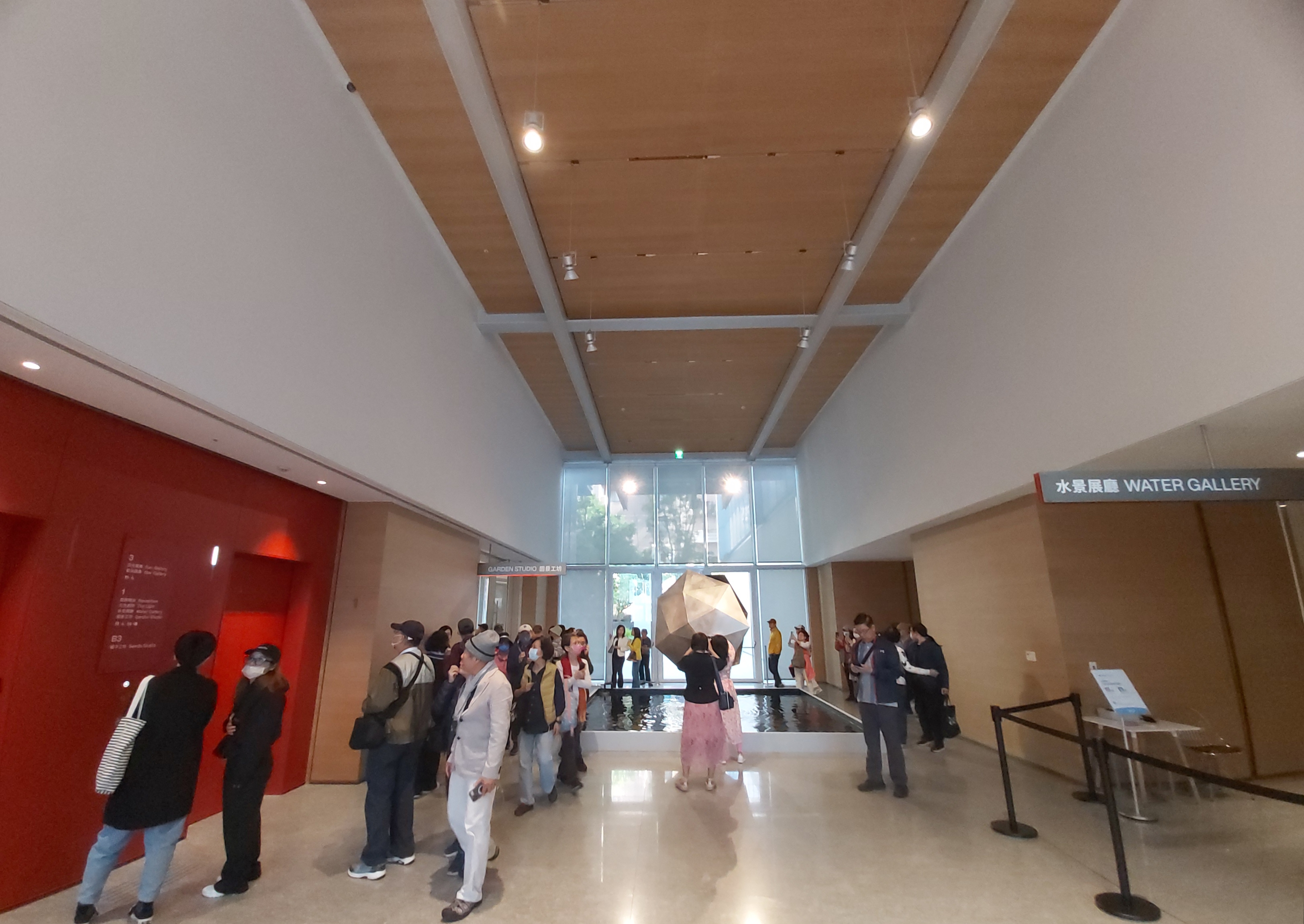
大廳
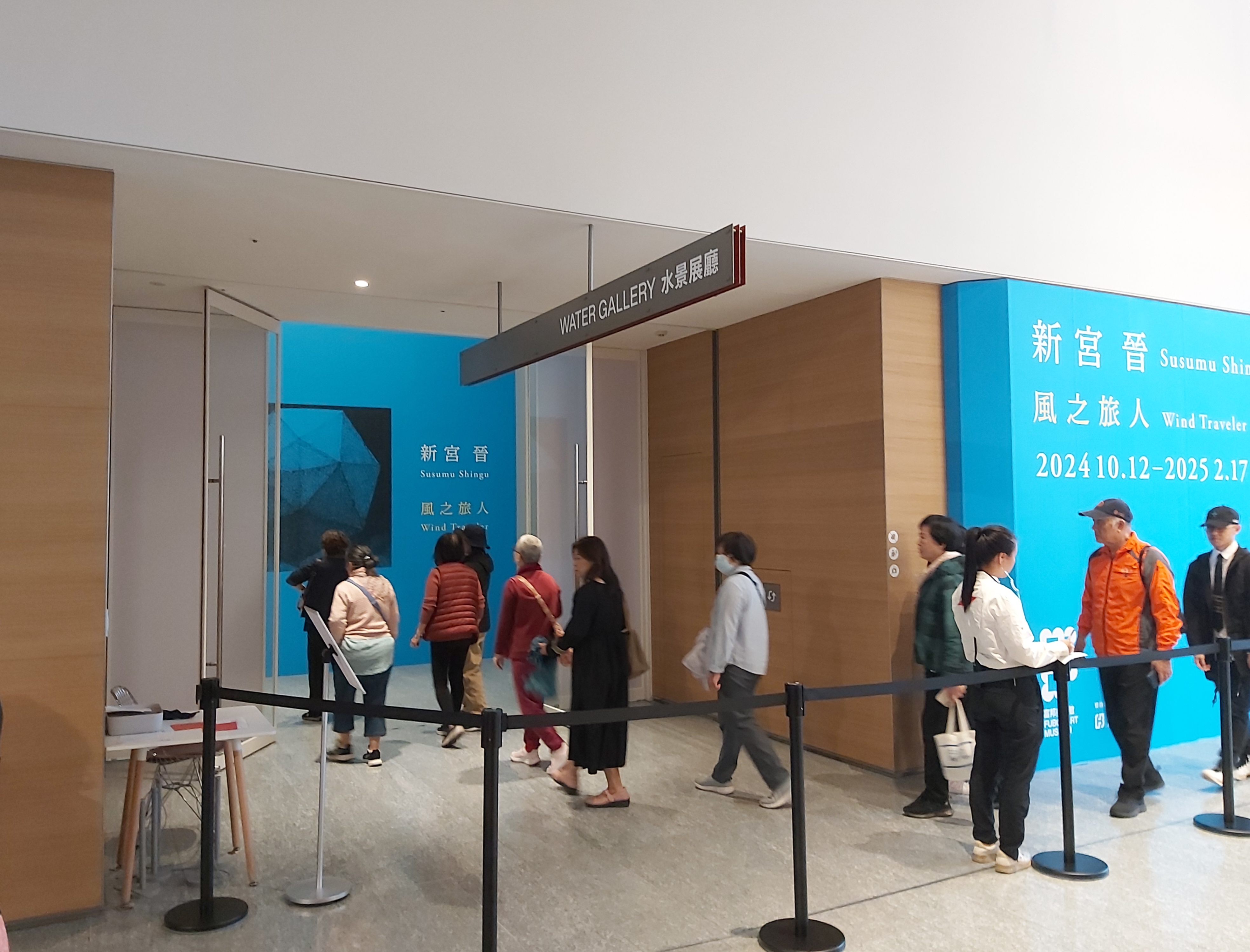
水景展廳
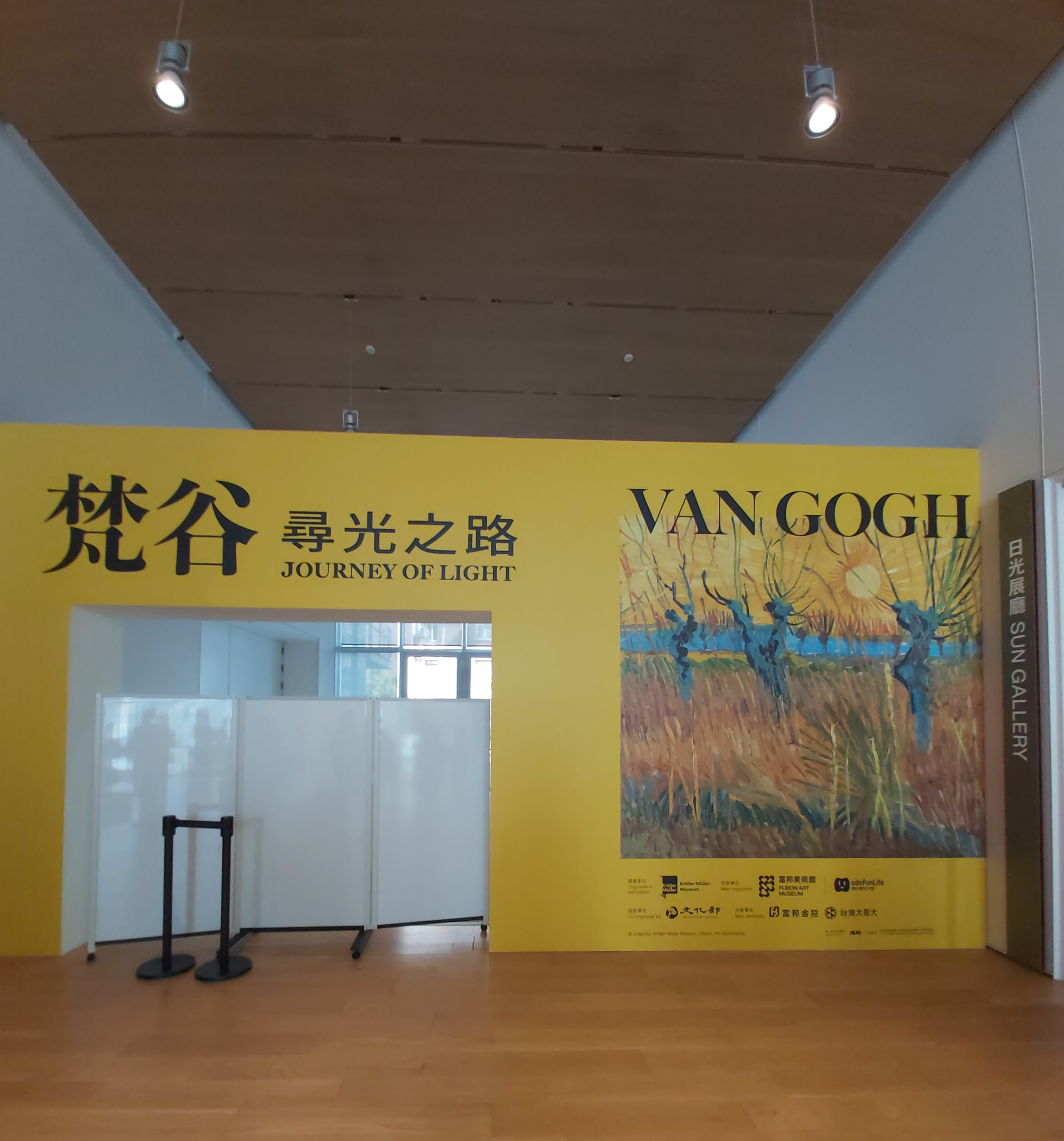
日光展廳
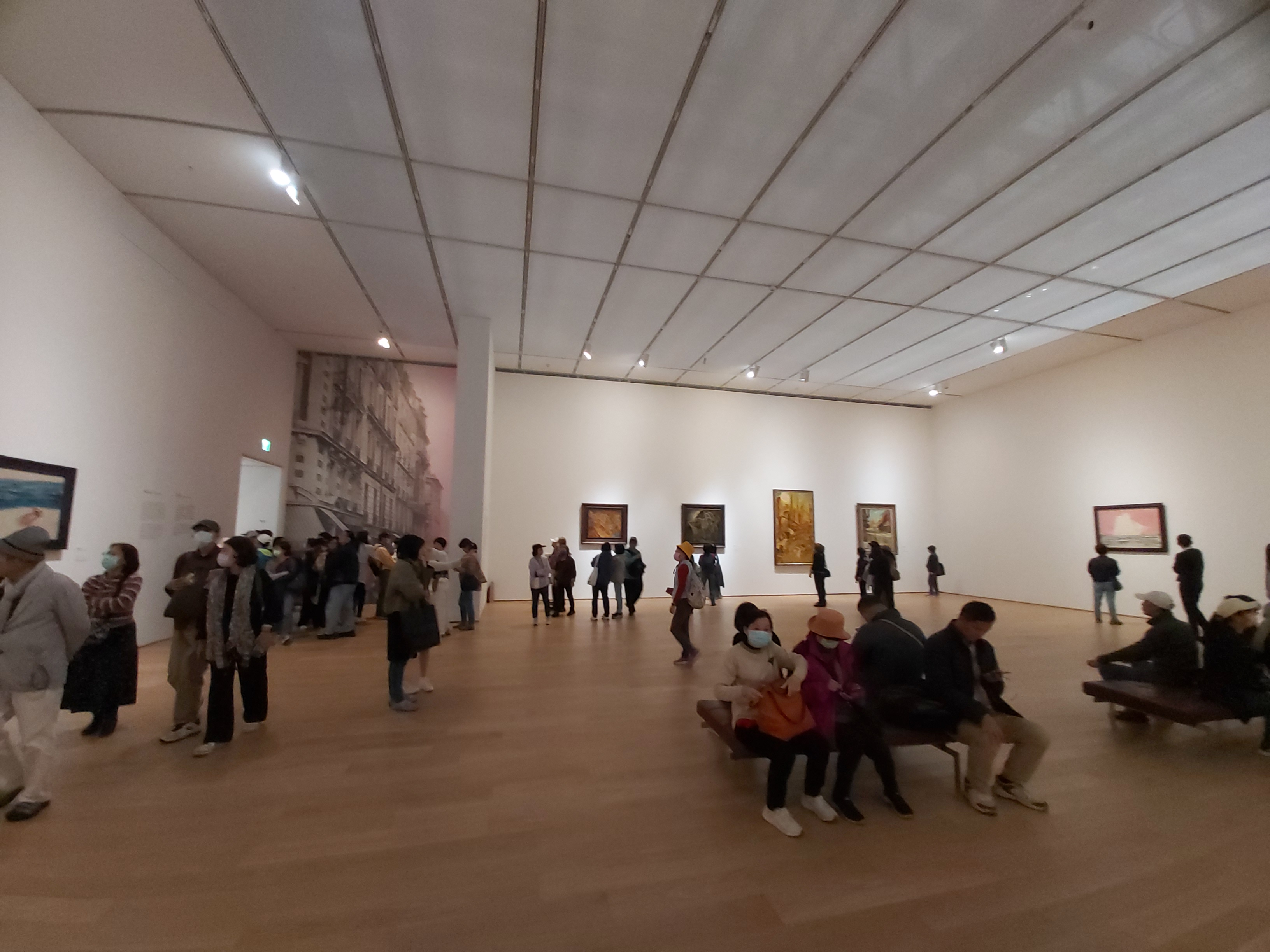
星光展廳

## 外部連結
- 官方网站
- 富邦美術館的Facebook專頁
- 富邦美術館的Instagram帳戶